# Болотный олень
Болотный олень (лат. Blastocerus dichotomus) — вид оленей монотипного рода Blastocerus, обитающий в Южной Америке.

## Описание
Длина тела от 153 до 195 см, высота от 110 до 127 см, масса от 80 до 150 кг. Болотный олень — самый большой олень Южной Америки. Шерсть в период гона ярко-красно-коричневого цвета, в остальное время несколько бледнее. Ноги имеют окраску от тёмно-коричневого до чёрного цвета. Оленьи рога разветвлены и раздвоены и имеют соответственно четыре отростка. Как приспособление для жизни в болотистой местности копыта сильно расширены. Уши значительно увеличены, как и у дальнего родственного вида, обитающего в Северной Америке, — белохвостого оленя.

## Распространение
Болотный олень населяет берега рек и озёр с густыми зарослями камыша, а также часто затапливаемые влажные саванны. Такие жизненные пространства расположены в северной Аргентине, в Парагвае, Боливии, Перу, а также в юго-восточной Бразилии. В амазонских влажных джунглях болотных оленей нет.
Самые большие популяции имеются на территории рек Парагвай и Парана. Три четверти популяции живёт в Пантанале.

## Образ жизни
Болотный олень активен в сумерки, живёт в одиночку или в маленьких группах — максимум 5 животных. В противоположность другим оленям у этого вида никогда не наблюдалось, чтобы самцы боролись за самку. В основном самцы болотного оленя проявляют друг к другу слабую агрессию. Питание состоит из всякого рода водных растений, в том числе кувшинок и камыша.

## Угрозы и охрана
Из-за неконтролируемой охоты болотный олень стал редким. В некоторых районах своего ареала, таких как Уругвай и прибрежные регионы Бразилии, он, очевидно, был совсем уничтожен. МСОП классифицирует болотного оленя как находящийся под угрозой вид.